# Trichomycterus guaraquessaba
Trichomycterus guaraquessaba är en fiskart som beskrevs av Wolmar B. Wosiacki 2005. Trichomycterus guaraquessaba ingår i släktet Trichomycterus och familjen Trichomycteridae. Inga underarter finns listade i Catalogue of Life.